# パスハの讃詞

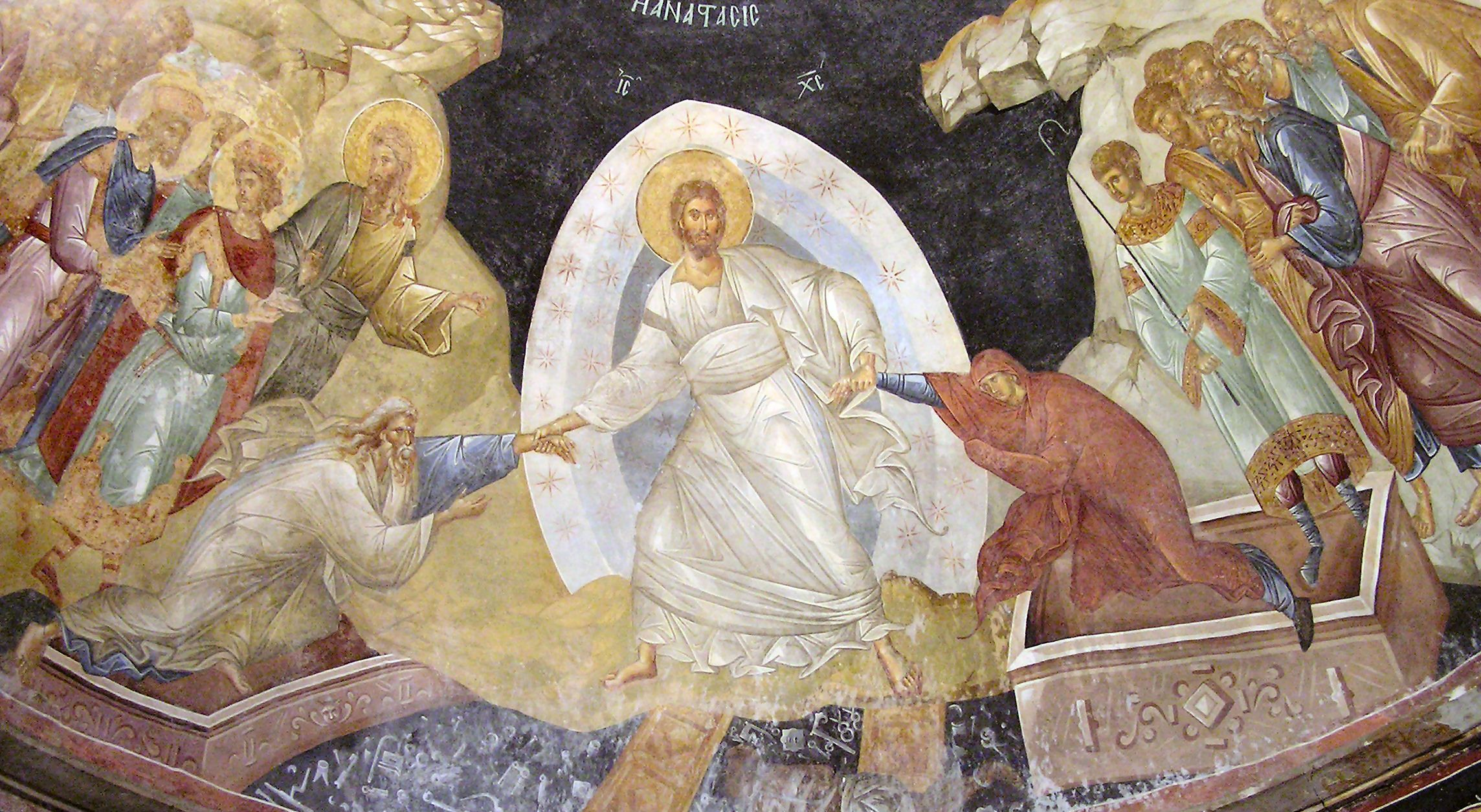
フレスコ画イコン『復活』。現在はカーリエ博物館となっている、ホーラ（コーラ）修道院の聖堂内、湾曲した天井に描かれている。主ハリストス（キリスト）がアダムとエヴァの手を取り、地獄から引き上げる情景を描いたもの。このハリストスの地獄降りのイコンが、正教会においては復活大祭のイコンとして定着している。パスハの讃詞は復活の意味を端的に表す祈祷文であるが、こちらは復活の意味を端的に現すイコンである。

パスハの讃詞（パスハのさんし、英語: Paschal troparion）とは、正教会の復活大祭の当日、および復活祭期に歌われる祈りである。冒頭の句をとって「ハリストス死より復活し」などと呼ばれる場合もある。
イイスス・ハリストス（イエス・キリストのギリシャ語読み）の復活と、それによって人類に与えられた永遠の生命についての教えを簡潔かつ明瞭にまとめて知らせる内容となっており、正教会で最大の祭りである復活大祭では繰り返し歌われる。

## 呼称

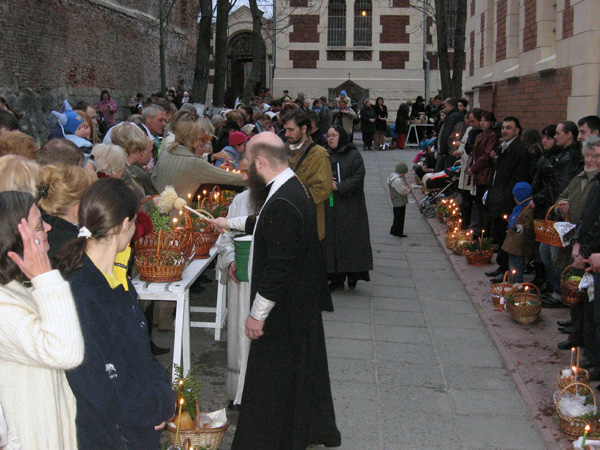
リヴィウでの正教会の復活大祭の光景。司祭が信徒の持ち寄ったバスケットを成聖（せいせい）している。聖堂内での復活大祭の奉神礼は多くの場合徹夜で行われるが、聖堂内のものとは別に、このように外でも奉神礼が行われる。

日本正教会では祈祷書『五旬經略』には"「パスハ」の讃詞"と記載されている。なお讃詞は、ロシア語（Тропа́рь、語源はギリシア語：Τροπάριον）からそのまま転写して「トロパリ」とも呼ばれているため、本記事で扱う讃詞は「パスハのトロパリ」とも呼ばれる。
パスハの讃詞に限らず、正教会（のみならず他教派でもこうした習慣は同様であるが）での祈祷文の題名には冒頭の句がそのまま用いられる場合も多い（『天の王』など）。この事から、題名として「ハリストス死より復活し」と記載される場合もある。ほかに「復活祭の発放讃詞」とも。
「復活讃詞」と記載された楽譜なども存在するが、復活讃詞は広義には主日（日曜日）に歌われる八調（週替りの8つの旋律類型によって系統づけられる体系）の讃詞など様々なものを指すので、本記事で扱う讃詞を特に扱う場合には「パスハの讃詞」が明瞭な呼称となる。

### 各国語での呼称
様々な呼び名があるが、祈祷の冒頭の句が題名として用いられる事が多い。祈祷の冒頭の句を用いた場合の題名表記例は以下の通り。
- ギリシア語: Χριστὸς ἀνέστη
- ロシア語: Христосъ воскресе

## 聖歌
パスハの讃詞は多くの場合、単に唱えられるのではなく歌われる。
祈祷書においては八調の第五調で歌うようにとの指定がなされているが、第五調で歌われる事はまず無い。日本を含めた全世界の正教会において、地域ごとに伝統的な旋律が継承されている。曲はバリエーションに富んでいるほか、各修道院に伝統的に継承されてきた旋律・歌唱も存在する。また、特にスラヴ系正教会（ロシア正教会、ブルガリア正教会など）、ルーマニア正教会、さらに西欧・米国などの正教会では、近世以降の作曲家によるパスハの讃詞も存在する。

## 歌われる時
復活大祭当日には何度も繰り返し歌われる。
復活祭期（復活大祭から40日間）には、「天の王」の代わりに教会関連の各種集会の始まりに歌われるほか、徹夜祷・聖体礼儀をはじめとした各種奉神礼の指定箇所で本讃詞が歌われる。

## 祈祷文

### 各国語の祈祷文
| 言語                      | 原文 | ラテン文字転写                                                                                       |
| ------------------------- | --- | --- |
| ギリシャ語                | Χριστὸς ἀνέστη ἐκ νεκρῶν, θανάτῳ θάνατον πατήσας, καὶ τοῖς ἐν τοῖς μνήμασι, ζωὴν χαρισάμενος!             | Khristos anesti ek nekron, Thanato thanaton patisas, Kai tis en tis mnimasi Zo-in kharisamenos!      |
| 教会スラヴ語              | Хрїстосъ воскресе изъ мертвыхъ, Смертїю смерть поправъ, И сѹщымъ во гробѣхъ животъ даровавъ!              | Khristos voskrese iz mertvykh, Smertiyu smert poprav, I sushchim vo grobekh Zhivot darovav!          |
| 教会スラヴ語 (古儀式派版) | Хрїстосъ воскресе изъ мертвыхъ, Смертїю на смерть настѹпи, И грѡбным животъ дарова!                       | Khristos voskrese iz mertvykh Smertiyu na smert nastupi I grobnym zhivot darova!                     |
| 英語                      | Christ is risen from the dead, Trampling down death by death, And upon those in the tombs Bestowing life! | - |
| アラビア語                | المسيح قام من بين الأموات و وطئ الموت بالموت و وهب الحياة للذين في القبور                                 | Al-Masīh qām min baīni'l-amwāt Wa wati'a al-mawt bi'l-mawt Wa wahab al-hayāt Lil-ladhīna fī'l-qubūr! |
| ルーマニア語              | Hristos a înviat din morţi, Cu moartea pre moarte călcând, Şi celor din morminte Viaţă dăruindu-le!       | - |
| ラテン語                  | Christus resurrexit a mortuis, Morte mortem calcavit, Et entibus in sepulchris Vitam donavit.             | - |
| ポーランド語              | Chrystus powstał z martwych, śmiercią podeptał śmierć i będącym w grobach życie dał!                      | Khristoos povstaoo z martvykh, Smercioo podeptaoo smierts, E bendontsim v grobah Zhitse daoo!        |
| ウクライナ語              | Христос воскрес із мертвих, смертю смерть подолав, і тим, що в гробах, життя дарував!                     | Khrystos voskres iz mertvykh, Smertiyu smert podolaoo, I tym shcho v hrobakh Zhyttja daroovaoo!      |
| セルビア語                | Христос васкрсе из мртвих, смрћу смрт уништи. и онима који су у гробовима. живот дарова!                  | Hrystos vaskrse iz mrtvihh, Smertyu smrt unishti, I onoma koyi su u grobovima, Zhivot darova!        |
| フィンランド語            | Kristus nousi kuolleista kuolemalla kuoleman voitti ja haudoissa oleville elämän antoi!                   | - |
| 韓国語                    | 그리스도께서 부활하셨네. 죽음으로 죽음을 멸하시고, 무덤에 있는 자들에게 생명을 베푸셨나이다!              | - |